# Scrittura rejang
La scrittura rejang è un  Alfasillabario, di tipo Abugida, della famiglia detta brahmi, che era utilizzato nella regione di Bengkulu, nel sud dell'isola Indonesiana di Sumatra, prima dell'arrivo dell'islam. È apparentato ad altri alfasillabari indonesiani, come il Rencong, il Batak ed il Lontara.
Localmente viene denominato Aksara Kaganga (« alfabeto ka ga nga »), dal nome delle sue tre prime lettere.

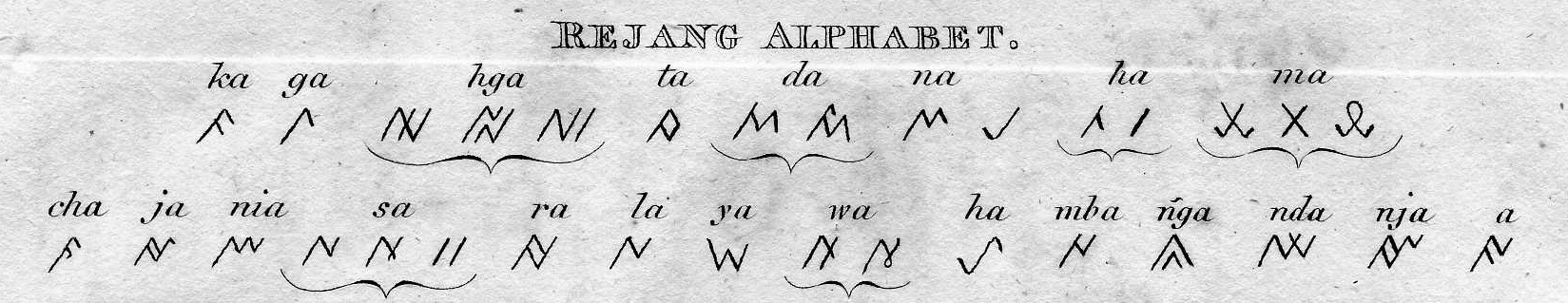
L’alfabeto rejang

Il corpus tradizionale in rejang consiste essenzialmente di testi rituali, di incantesimo, di guarigione e di poesia.